# Fontaines-d'Ozillac
Fontaines-d'Ozillac is een gemeente in het Franse departement Charente-Maritime (regio Nouvelle-Aquitaine) en telt 448 inwoners (2005). De plaats maakt deel uit van het arrondissement Jonzac. In de gemeente ligt spoorwegstation Fontaines-d'Ozillac.

## Geografie
De oppervlakte van Fontaines-d'Ozillac bedraagt 13,7 km², de bevolkingsdichtheid is 32,7 inwoners per km².
De onderstaande kaart toont de ligging van Fontaines-d'Ozillac met de belangrijkste infrastructuur en aangrenzende gemeenten.

## Demografie
Onderstaande figuur toont het verloop van het inwonertal (bron: INSEE-tellingen).